# Erika Hanel
Erika Hanel, Pseudonym Lena Dur (* 7. Dezember 1916 in Wien; † 18. Oktober 1965 ebenda), war eine österreichische Journalistin, Schriftstellerin und Übersetzerin. Als Sekretärin des österreichischen PEN-Clubs spielte sie eine zentrale Rolle in den ersten beiden Jahrzehnten der österreichischen Nachkriegsliteratur.

## Leben
Hanel studierte Rechtswissenschaften und promovierte im Dezember 1939. Im Anschluss begann sie beim Südost-Echo in Sofia, wechselte nach Differenzen mit dem Eigentümer jedoch zur SOEG. Sie schrieb in den 1940er Jahren für verschiedene Zeitungen und Zeitschriften. Danach scheint sie als Sekretärin in der Privatwirtschaft gearbeitet zu haben, bis sie Mitte der 1950er Jahre Auslandskorrespondentin und „Redaktrice“ der Tageszeitung Die Presse wurde (die Kulturseite leitete sie bis Ende 1960, sie wurde in dieser Funktion von Duglore Pizzini abgelöst). Für die Kulturseite der Abend-Presse schrieb sie von 1960 bis 1962 Feuilletons, Interviews sowie Rezensionen. Sie war außerdem als Übersetzerin aktiv. Unter einem Pseudonym war sie auch für den Express am Morgen, die Arbeiter-Zeitung sowie die Oberösterreichischen Nachrichten tätig.
Ab 1947 war sie in verschiedenen Rollen als Vorstandssekretärin, Vorstandsmitglied, „Seele“ (Hilde Spiel) und „Chefin“ (Friedrich Achleitner) des österreichischen PEN-Clubs tätig. Sie wohnte in den 1950ern in einer Wohnung in der Sigmundsgasse 16 in Wien-Neubau. Miete und Betriebskosten wurden teilweise vom PEN-Club übernommen, jedoch unter der Bedingung, dass das „Wohnbüro“ gleichzeitig dem Vereinsleben dienen sollte. Die Wohnung wurde dadurch zu einem „Treffpunkt der literarischen Welt“ im Nachkriegsösterreich, hier fanden „Arbeitstreffen und Sitzungen […] ebenso statt wie AutorInnenlesungen und private Zusammenkünfte“.
Hanel betätigte sich als Förderin junger Autoren ab 1948 sowie bei der Aufnahme und Betreuung von Ungarn nach dem Ungarischen Volksaufstand 1956. Dabei lernte sie György Sebestyén kennen, der bis zu ihrem Tod ihr Lebenspartner werden sollte. Sie organisierte eine Publikationsmöglichkeit für dessen Erstlingswerk Die Türen schließen sich (1957). Sebestyén versuchte in der Rückschau, Hanels Rolle in seinem Leben kleinzureden, eine der Frauenfiguren im Roman Die Schule der Verführung (1964) soll jedoch Hanel nachempfunden sein.
Im Jahr 1965 veröffentlichte sie unter Pseudonym ihr einziges Buch „Männer für Anfängerinnen“, das „witzig und schonungslos des Mannes Männlichkeitswahn“ analysiert. Kurz nach Erscheinen starb Hanel am 18. Oktober 1965, einem Nachruf zufolge während eines Presse-Interviews mit einer Künstlerin. Sie wurde am Wiener Zentralfriedhof (Gruppe 133, Reihe 30, Nummer 27) begraben. Ihre „Quasi-Nachfolgerin“ beim PEN-Club wurde Hilde Spiel.

## Werke
- (Übersetzung als Lena Dur) György Sebestyén: Die Türen schließen sich. Desch, München 1957.
- (Übersetzung als Lena Dur) John Nada: Karl der Behexte. Der letzte Habsburger auf Spaniens Thron. Zsolnay, Wien 1963
- (Übersetzung als Lena Dur) Rosa Krawatten. Das seltsame und abenteuerliche Leben des Alexander King. Zsolnay, Wien 1964.
- (als Lena Dur) Männer für Anfängerinnen. Diogenes, Zürich 1965.